# خواهران غریب (فیلم)
خواهران غریب فیلمی ایرانی به کارگردانی کیومرث پوراحمد و نویسندگی پوراحمد و اصغر عبداللهی بر اساس رمان خواهران غریب اریش کستنر است محصول سال ۱۳۷۴ است. خسرو شکیبایی و افسانه بایگان در این فیلم به ایفای نقش پرداخته‌اند. قطعهٔ مادر من با صدای شکیبایی اولین بار در این فیلم خوانده شد.

## خلاصهٔ داستان
نرگس و نسرین دو دختر دبستانی در جشن مدرسه‌ها یکدیگر را می‌بینند و پی می‌برند که خواهران دوقلو هستند و پدر آهنگسازشان در گذشته از مادر آنها که خیاطی می‌کند، جدا شده بوده، اما این ماجرا را هرگز به آنها نگفته بودند. یکی از آنان نزد مادرشان و دیگری نزد پدرشان زندگی می‌کرده است. آنان تصمیم می‌گیرند تا جایشان را عوض کنند، به‌دلیل شباهت بسیار این دو خواهر دوقلو پدر و مادر متوجه موضوع نمی‌شوند. پدر قرار است با همکار و نامزدش، ثریا ازدواج کند. دخترها تصمیم می‌گیرند که ثریا را از این کار بازدارند تا پدر و مادرشان دوباره باهم ازدواج کنند، دخترها وانمود می‌کنند که گم شده‌اند تا پدر و مادر برای یافتن آنها با یکدیگر دیدار کنند و به اجبار با هم به دنبالشان بگردند. بچه‌ها که در خانهٔ مادربزرگ پنهان شده‌اند با همکاری مادربزرگ موفق به انجام این کار می‌شوند. پدر و مادر که تا صبح با خودرو همه‌جای شهر را گشته‌اند، و دیگر اختلافات را کنار گذاشته‌اند، به خانهٔ مادربزرگ می‌آیند. دو خواهر باعث می‌شوند که خانواده دوباره شکل بگیرد.

## موسیقی متن
«مادر من» از مشهورترین ترانه‌های خوانده‌شده برای مادر است که توسط ناصر چشم‌آذر آهنگسازی و توسط خسرو شکیبایی اجرا شد. ترانهٔ سرشناس دیگر، «باز باران با ترانه» است.

## بازیگران
- خسرو شکیبایی
- افسانه بایگان
- پریسا گلدوست
- پرویندخت یزدانیان
- لادن طباطبائی
- الهه علی‌یاری
- الهام علی‌یاری
- رحیم بقایی

## جوایز و افتخارات
- کاندیدای سیمرغ بلورین بهترین نمونه فیلم از پانزدهمین دوره جشنواره فیلم فجر ۱۳۷۵ - مهدی ژورک
- کاندیدای سیمرغ بلورین بهترین پوستر از پانزدهمین دوره جشنواره فیلم فجر ۱۳۷۵ - حیدر رضایی
- کاندیدای سیمرغ بلورین بهترین عکس فیلم از پانزدهمین دوره جشنواره فیلم فجر ۱۳۷۵ - اردشیر شلیته

### چهاردهمین دوره جشنواره فیلم فجر
| قسمت                     | نامزد                      | نتیجه    | جایزه        |
| ------------------------ | -------------------------- | -------- | ------------ |
| بهترین فیلم              | حوزه هنری و کیومرث پوراحمد | نامزدشده |              |
| بهترین کارگردانی         | کیومرث پوراحمد             | برنده    | سیمرغ بلورین |
| بهترین بازیگر نقش اول زن | افسانه بایگان              | نامزدشده | دیپلم افتخار |
| بهترین موسیقی متن        | ناصر چشم‌آذر                | نامزدشده |              |
| بهترین طراحی صحنه و لباس | جمشید آهنگرانی             | برنده    | سیمرغ بلورین |